# Guillermo Hernández Robaina
Guillermo Hernández Robaina (Las Palmas de Gran Canaria, 10 dicembre 1945) è un allenatore di calcio ed ex calciatore spagnolo.

## Carriera
Iniziò a giocare nel Real Artesano FC prima di unirsi al settore giovanile del Las Palmas, la squadra della sua città natale. Fece parte di quella generazione di giovani talenti chiamati Los diablillos amarillos, allenati da Luis Molowny. Entrò a far parte della prima squadra, e militò per 12 stagioni in Primera División con il club canario. In quel periodo storico l'UD Las Palmas si distinse per l'impiego di molti giocatori locali, tra i quali Paco Castellano, Tonono e Germán Dévora. Nella stagione 1968-1969 il Las Palmas raggiunse il secondo posto in campionato, miglior piazzamento di sempre nella storia del club.

## Palmarès

### Allenatore
- Copa Federación: 1

Las Palmas: 1994-1995